# Salle de la Bourse
La Salle de la Bourse (en español: Sala de la Bolsa de Valores) era un teatro parisino ubicado en la rue Vivienne en el distrito II, frente a la Bolsa de París, de ahí el nombre. Fue sucesivamente la sede del Théâtre des Nouveautés (1827–1832), la Opéra-Comique (1832–1840) y el Théâtre du Vaudeville (1840–1869). El teatro fue demolido en 1869.

## Teatro de las novedades (1827-1832)
La Salle de la Bourse fue construida según los diseños del arquitecto francés François Debret para el primer Théâtre des Nouveautés, que se inauguró allí el 1 de marzo de 1827. El fundador fue Cyprien Bérard, ex director del Théâtre du Vaudeville. Los programas consistían en baladas, óperas cómicas (Héctor Berlioz fue corista allí durante unos meses), sátiras y obras de teatro políticas. El teatro sufrió las prohibiciones de la censura y tuvo dificultades recurrentes con la Opéra-Comique, que se negó a compartir sus privilegios. Sin embargo, por otras razones, Bérard se vio obligado a cerrar su teatro el 15 de febrero de 1832.

## Ópera Cómica (1832-1840)
Por casualidad, la Opéra-Comique, que había quebrado por los exorbitantes alquileres de la Salle Ventadour, abandonó ese teatro y el 24 de septiembre de 1832 abrió sus puertas en la Salle de la Bourse, a la que a menudo todavía se hacía referencia como el Théâtre des Nouveautés. La Opéra-Comique permaneció en el teatro durante casi ocho años, y los estrenos de Ludovic y Le pré aux clercs de Hérold, Le chalet y Le postillon de Lonjumeau de Adam, L'éclair de Halévy, L'ambassadrice y Le domino noir de Auber, y Donizetti Allí se entregaron todos La fille du régiment. La última actuación de la compañía en el teatro fue el 30 de abril de 1840, tras lo cual se trasladó a la nueva (segunda) Salle Favart.